# Křesťanskosociální unie
Křesťanskosociální unie (KSU) byla česká neparlamentní středolevicová politická strana fungující v letech 1992–1996. Účastnila se samostatně i v různých koalicích komunálních voleb v roce 1994.

## Historie strany
Strana vznikla z vnitrostranické opozice uvnitř KDU-ČSL, která se zformovala na sjezdu KDU-ČSL v Jihlavě v březnu 1992. Tato frakce kolem bývalého předsedy strany Josefa Bartončíka (asi 60 příznivců) se od KDU-ČSL odštěpila z důvodu nesouhlasu s politickou linií předsedy KDU-ČSL Josefa Luxe, která se projevila vstupem do české pravicové vládní koalice po volbách 1992. Bývalý předseda ČSL Josef Bartončík byl po založení strany zvolen jejím čestným předsedou. Strana oficiálně vznikla v listopadu 1992 na sjezdu v Uherském Brodě. KSU na rozdíl od KDU-ČSL trvala na ryze středové až středolevé orientaci strany, která bude důsledně hájit principy křesťanského solidarismu, sociálně tržního hospodářství a vlastenectví. Zejména důraz na cyrilometodějské kořeny ji přiblížil ke stranám moravského hnutí.
Podle Petra Fialy během své existence Křesťanskosociální unie jako jedna z křesťanských stran v Česku po roce 1989 „nezískala ani regionální vliv.“
V říjnu 1994 byla mimo jiné Křesťanskosociální unie oslovena Stranou demokratické levice, jež se vyvinula z reformního proudu v KSČM, pro širší spolupráci stran levice a politického středu. Tento projekt předsedy SDL Josefa Mečla se však nezdařil.
V roce 1996 se Křesťanskosociální unie připojila spolu se Zemědělskou stranou, Liberálně sociální unií a Českomoravskou stranou středu k Českomoravské unii středu a de facto zanikla. Členem předsednictva ČMUS se stal v únoru 1996 člen Křesťanskosociální unie Ing. Josef Kapsa. Z ní v roce 1997 vznikla Moravská demokratická strana, předchůdce dnešního Moravského zemského hnutí a strany Moravané.
Někteří její členové po neúspěchu ČMUS v parlamentních volbách 1996 vstoupili do ČSSD. Další příznivci založili v roce 1997 osvětové občanské sdružení Sdružení Jana Šrámka (SJŠ).

## Volby do zastupitelstev obcí v roce 1994
V komunálních volbách v roce 1994 strana kandidovala samostatně nebo v koalicích s nezávislými kandidáty, s HSD-SMS, MNS, KDU-ČSL, LSNS, ČSSD a dalšími. Získala samostatně pouze 19 zastupitelů, z toho 17 v tehdejším Jihomoravském kraji, a další v koalicích (např. s nezávislými kandidáty 17 mandátů). Uspěla téměř výhradně na jihovýchodní Moravě, zejména na Uherskobrodsku, Zlínsku a Luhačovicku, svoje zastupitele měla např. v obcích Boršice u Buchlovic, Halenkovice, Komárov u Zlína, Nivnice, Pozlovice, Starý Hrozenkov, Suchá Loz, Žítková, nebo ve městech Luhačovice a Napajedla. Jen okrajově po dvou mandátech v obecních zastupitelstvech získala také v Litenčicích na Kroměřížsku, v Rokytnici nad Rokytnou na Třebíčsku (obojí tehdy také v Jihomoravském kraji) a ve městě Štětí v Severočeském kraji.

## Volební výsledky

### Volby do zastupitelstev obcí 1994
| Volby | Počet hlasů | %    | Počet mandátů |
| ----- | ----------- | ---- | ------------- |
| 1994  | 19 825      | 0,02 | 19            |